# 安德魯·米切爾
安德魯·米切爾爵士，KCMG（英語：Sir Andrew Mitchell，1956年3月23日—）是一位英格蘭政治人物，他的黨籍是保守黨。自2001年開始，他擔任斯塔福德選區選出的英國下議院議員。他畢業於劍橋大學耶穌學院。

## 早年生活
安德鲁出生于伦敦北部的汉普斯特德，父亲是大卫·鲍尔·米切尔爵士，他以33歲之齡成为保守党议员，后来成为政府部长。曾在阿什当豪斯学校和拉格比公学接受教育，在那里，他自称是“严厉的纪律主义者”，并获得了“Thrasher”的绰号。
1975年2月，他以少尉軍銜加入皇家坦克团，参加短期服役限制委员会（为高中毕业后申请牛津大学或剑桥大学的青少年设立的委员会），并在塞浦路斯服役過一段时间，他在軍隊里跟隨部队执行维和任务。同年10月，他調入陆军预备役部队。1977年2月9日，他辞去所有军职。
安德鲁曾在剑桥大学耶稣学院学习历史。1977年米迦勒节期间，他担任剑桥大学保守党协会主席。1978年他获得文学学士学位后，他之后于1978-79年期間担任剑桥大学辩论社社長，随后又获得文学硕士学位。
安德鲁之后在投资银行Lazard工作，负责与英国公司合作寻求大规模海外合同。